# Fußball-Weltmeisterschaft der Frauen 2011/England
Dieser Artikel behandelt die englische Fußballnationalmannschaft der Frauen bei der Fußball-Weltmeisterschaft der Frauen 2011 in Deutschland. England lag vor der WM auf Platz 10 der FIFA-Weltrangliste und nahm bisher erst an zwei Weltmeisterschaften teil, bei denen jeweils im Viertelfinale Schluss war. Während für die anderen europäischen Mannschaften die WM auch als Qualifikation für die Olympischen Spiele 2012 in London gilt, ist die englische Mannschaft als Gastgeber schon für die Olympischen Spiele qualifiziert, nachdem sich die britischen Fußballverbände darauf geeinigt haben, dass die englische Mannschaft Großbritannien vertritt.

## Qualifikation
England qualifizierte sich durch zwei Siege gegen die Schweiz in den Play-offs der Gruppensieger für die WM nachdem man sich in der Gruppenphase gegen Spanien durchsetzen konnte, das aber mit Adriana Martín Santamaría die erfolgreichste Torschützin (16 Tore) aller Qualifikanten stellte. Die meisten Tore für England erzielten Fara Williams (7) und Kelly Smith (5).

### Ergebnisse der Gruppenphase
| Pl. | Team       | Sp. | S | U | N | Tore  | Pkt. |
| --- | ---------- | --- | - | - | - | ----- | ---- |
| 1   | England    | 8   | 7 | 1 | 0 | 30:02 | 22   |
| 2   | Spanien    | 8   | 6 | 1 | 1 | 37:04 | 19   |
| 3   | Österreich | 8   | 3 | 1 | 4 | 14:12 | 10   |
| 4   | Türkei     | 8   | 2 | 1 | 5 | 10:23 | 07   |
| 5   | Malta      | 8   | 0 | 0 | 8 | 01:51 | 0    |

| 25.10.2009 | Blackpool       | England    | – | Malta      | 8:0 (4:0) |
| 26.11.2009 | İzmir           | Türkei     | – | England    | 0:3 (0:3) |
| 25.03.2010 | London          | England    | – | Österreich | 3:0 (1:0) |
| 01.04.2010 | London          | England    | – | Spanien    | 1:0 (1:0) |
| 20.05.2010 | Ta’ Qali        | Malta      | – | England    | 0:6 (0:3) |
| 19.06.2010 | Aranda de Duero | Spanien    | – | England    | 2:2 (1:0) |
| 29.07.2010 | Walsall         | England    | – | Türkei     | 3:0 (1:0) |
| 21.08.2010 | Krems           | Österreich | – | England    | 0:4 (0:3) |

### Playoffs
| 12. September 2010 | Shrewsbury | England | – | Schweiz | 2:0 (0:0) |
| 16. September 2010 | Wohlen     | Schweiz | – | England | 2:3 (1:2) |

## Kader für die WM
Am 3. Mai 2011 nominierte Hope Powell 26 Spielerinnen für das WM-Test-Spiel gegen Schweden. Am 10. Mai wurde Fern Whelan für die verletzte Fara Williams nachnominiert. Bis auf fünf Spielerinnen, die in den USA spielen, spielen alle Spielerinnen in England. Der endgültige WM-Kader wurde am 10. Juni bekannt gegeben. Dabei wurden auch die zuletzt verletzten Faye White und Fara Williams berücksichtigt. 11 Spielerinnen kamen auch schon 2007 bei der letzten WM zum Einsatz, zwei nahmen ohne Einsatz 2007 teil. 15 Spielerinnen standen im Kader als 2009 die Vizeeuropameisterschaft errungen wurde. Die erfahrensten Spielerinnen sind Rekordtorschützin Kelly Smith und Rachel Yankey, die beide schon über 100 Länderspiele bestritten haben. Die Spielerinnen haben eine Durchschnittsgröße von 1,69 m, wobei Eniola Aluko mit 1,58 m die kleinste und die Torhüterin Karen Bardsley mit 1,81 m die größte Spielerin ist.
| Nr.                         | Spieler             | Geburtsdatum | Verein                   | Länderspiele | Länderspieltore | WM-Spiele         | WM 2011 | WM 2011 | WM 2011      | WM 2011          | WM 2011     | WM 2011 |
|                             |                     |              |                          |              |                 |                   | Sp.     | Tore    | Gelbe Karten | Gelb-Rote Karten | Rote Karten |         |
| Tor                         | Tor                 | Tor          | Tor                      | Tor          | Tor             | Tor               | Tor     | Tor     | Tor          | Tor              | Tor         | Tor     |
| --------------------------- | ------------------- | ------------ | ------------------------ | ------------ | --------------- | ----------------- | ------- | ------- | ------------ | ---------------- | ----------- | ------- |
| 1                           | Karen Bardsley      | 14.10.1984   | Sky Blue FC              | 017          | 0               |                   | 4       | 0       | 1            | 0                | 0           |         |
| 13                          | Rachel Brown        | 02.07.1980   | Everton LFC              | 073          | 0               | 4 (2007)          | 0       | 0       | 0            | 0                | 0           |         |
| 21                          | Siobhan Chamberlain | 15.08.1983   | Bristol Academy Ladies   | 018          | 0               | 0 (2007)          | 0       | 0       | 0            | 0                | 0           |         |
| Abwehr                      |                     |              |                          |              |                 |                   |         |         |              |                  |             |         |
| 2                           | Alex Scott          | 14.10.1984   | Boston Breakers          | 081          | 012             | 4 (2007)          | 4       | 0       | 0            | 0                | 0           |         |
| 3                           | Rachel Unitt        | 05.05.1982   | Everton LFC              | 093          | 07              | 0 (2007)          | 4       | 0       | 0            | 0                | 0           |         |
| 5                           | Faye White          | 02.02.1978   | Arsenal LFC              | 102          | 013             | 4 (2007)          | 3       | 0       | 0            | 0                | 0           |         |
| 6                           | Casey Stoney        | 13.05.1982   | Lincoln Ladies FC        | 092          | 04              | 4 (2007)          | 4       | 0       | 1            | 0                | 0           |         |
| 15                          | Sophie Bradley      | 20.10.1989   | Lincoln Ladies FC        | 09           | 0               |                   | 3       | 0       | 0            | 0                | 0           |         |
| 19                          | Dunia Susi          | 10.08.1987   | Birmingham City LFC      | 014          | 0               |                   | 0       | 0       | 0            | 0                | 0           |         |
| 20                          | Claire Rafferty     | 11.01.1989   | Chelsea LFC              | 05           | 01              |                   | 1       | 0       | 0            | 0                | 0           |         |
| Mittelfeld                  |                     |              |                          |              |                 |                   |         |         |              |                  |             |         |
| 4                           | Jill Scott          | 02.02.1987   | Everton LFC              | 049          | 08              | 4 (2007)          | 4       | 2       | 1            | 0                | 0           |         |
| 8                           | Fara Williams       | 25.01.1984   | Everton LFC              | 095          | 035             | 3 (2007)          | 3       | 1       | 1            | 0                | 0           |         |
| 16                          | Steph Houghton      | 23.04.1988   | Arsenal LFC              | 017          | 01              |                   | 1       | 0       | 0            | 0                | 0           |         |
| 17                          | Laura Bassett       | 02.08.1983   | Birmingham City LFC      | 020          | 0               |                   | 1       | 0       | 0            | 0                | 0           |         |
| 18                          | Anita Asante        | 27.04.1985   | Sky Blue FC              | 051          | 01              | 3 (2007)          | 2       | 0       | 0            | 0                | 0           |         |
| Angriff                     |                     |              |                          |              |                 |                   |         |         |              |                  |             |         |
| 7                           | Jessica Clarke      | 05.05.1989   | Lincoln Ladies FC        | 028          | 07              |                   | 2       | 1       | 0            | 0                | 0           |         |
| 9                           | Ellen White         | 09.05.1989   | Arsenal LFC              | 018          | 05              |                   | 4       | 1       | 1            | 0                | 0           |         |
| 10                          | Kelly Smith         | 29.10.1978   | Boston Breakers          | 108          | 043             | 4 (2007)          | 4       | 0       | 0            | 0                | 0           |         |
| 11                          | Rachel Yankey       | 01.11.1979   | Arsenal LFC              | 113          | 014             | 4 (2007)          | 4       | 1       | 0            | 0                | 0           |         |
| 12                          | Karen Carney        | 01.08.1987   | Birmingham City LFC      | 064          | 011             | 3 (2007)          | 4       | 0       | 0            | 0                | 0           |         |
| 14                          | Eniola Aluko        | 21.02.1987   | Sky Blue FC              | 058          | 011             | 3 (2007)          | 3       | 0       | 0            | 0                | 0           |         |
| Trainerstab                 |                     |              |                          |              |                 |                   |         |         |              |                  |             |         |
| National Coach              | Hope Powell         | 08.12.1966   | The Football Association | 066 137      | 35              | 3 (1995) 4 (2007) | 2       | 0       | 0            | 0                | 0           |         |
| Anmerkungen: 1. 2. 3. 4. 5. |                     |              |                          |              |                 |                   |         |         |              |                  |             |         |

## Vorbereitung
Zur Vorbereitung auf das Turnier bestritt die englische Mannschaft zwei Freundschaftsspiele. Zudem findet kurz vor der WM noch ein Testspiel in Deutschland gegen Australien statt.
| Datum         | Ort                        | Gegner             | Ergebnis  | Torschützen                                  | Besonderheiten                                                       |
| ------------- | -------------------------- | ------------------ | --------- | -------------------------------------------- | -------------------------------------------------------------------- |
| 2. April 2011 | Matchroom Stadium (London) | Vereinigte Staaten | 2:1 (2:1) | Jessica Clarke, Rachel Yankey; Megan Rapinoe |                                                                      |
| 17. Mai 2011  | Kassam Stadium (Oxford)    | Schweden           | 2:0 (0:0) | Jill Scott, Karen Carney                     |                                                                      |
| 21. Juni 2011 | Halle (Deutschland)        | Nordkorea          | 0:3       |                                              | 1. Spiel gegen Nordkorea. Spiel unter Ausschluss der Öffentlichkeit. |
| 23. Juni 2011 | Wolfsburg (Deutschland)    | Australien         | 0:2 (0:2) | -; Collette McCallum (2)                     |                                                                      |

## Gruppenspiele
In Gruppe B traf Vizeeuropameister Englandzunächst auf Mexiko, den Zweiten des CONCACAF Women’s Gold Cup 2010. Im Spiel der Vizemeister hatten die Engländerinnen, bei denen Spielführerin Faye White ihr 100. Länderspiel machte, zunächst Feldvorteile, da die Mexikanerinnen sehr nervös begannen. In der 21. Minute erzielte Fara Williams folgerichtig nach einer Ecke per Kopf das 1:0. Überraschend fiel in der 33. Minute der Ausgleich durch einen Weitschuss von Mónica Ocampo, wobei die englische Torhüterin Karen Bardsley ihren männlichen Kollegen alle Ehre machte. Danach drängten die Engländerinnen auf das zweite Tor, kamen dabei aber nicht zu gefährlichen Torabschlüssen und konnten die 16-jährige mexikanische Torhüterin Cecilia Santiago nur durch Fernschüsse prüfen, mit denen diese aber keine Probleme hatte. Mit zunehmender Spieldauer wurde das Spiel ausgeglichener und gegen Ende hatten die Mexikanerinnen die besseren Torchancen. Zum Schluss fehlte beiden Mannschaften die Kraft das Spiel zu ihren Gunsten zu entscheiden. Es war erst das zweite Spiel zwischen beiden Mannschaften, das erste hatten die Engländerinnen 2005 noch mit 5:0 gewonnen.
Im zweiten Spiel trafen die Engländerinnen auf Ozeanienmeister Neuseeland.
Die Engländerinnen hatten zunächst mehr vom Spiel und sie ließem Neuseeland kaum in die Nähe ihres Strafraums kommen. Umso überraschender fiel dann das 1:0 für Neuseeland in der 18. Minute durch Sarah Gregorius, als sich zwei englische Abwehrspielerinnen bei einer Flanke von rechts nicht einig wurden. Danach fiel den Engländerinnen nicht viel ein gegen die kompakte Abwehr der Neuseeländerinnen, die zudem auf Konter lauerten. Erst in der 63. Minute gelang Jill Scott nach einer Flanke von rechts per Kopfball der Ausgleich. Danach drängten die Neuseeländerinnen auf den erneuten Führungstreffer und hatten einige gute Möglichkeiten. In ihre Drangphase fiel dann der 2:1-Siegtreffer für die Engländerinnen durch Jessica Clarke in der 81. Minute. Die Engländerinnen verstanden es dann das Ergebnis über die Zeit zu bringen.
Um sicher ins Viertelfinale einziehen zu können, benötigten die Engländerinnen einen Sieg gegen Japan, den Dritten der Fußball-Asienmeisterschaft der Frauen 2010. Die Engländerinnen, denen Mexiko noch im Nacken saß, hinderten die Japanerinnen weitgehend ihr Kombinationsspiel aufzuziehen und ließen kaum Torchancen der Japanerinnen zu. Zwar kamen auch die Engländerinnen nur zu wenigen Chancen, aber gleich die erste nutzte Ellen White. Nach einem Pass in die Spitze hob sie den Ball über die japanische Torhüterin ins Tor. Diese konnte zwar kurz danach ein Tor durch einen Fallrückzieher von White verhindern, die englische Mannschaft konnte aber nun ihr Spiel aufziehen. In der zweiten Halbzeit gelang der eingewechselten Rachel Yankey das 2:0 mit dem das Spiel entschieden war. Somit konnte England im letzten Gruppenspiel noch Gruppensieger werden. Es war erst das zweite Spiel gegen Japan, das erste Spiel – in der WM-Vorrunde 2007 – endete remis.
| Rang | Land       | Tore | Punkte |
| ---- | ---------- | ---- | ------ |
| 1    | England    | 5:2  | 7      |
| 2    | Japan      | 6:3  | 6      |
| 3    | Mexiko     | 3:7  | 2      |
| 4    | Neuseeland | 4:6  | 1      |

| Montag, 27. Juni 2011,18:00 Uhr in Wolfsburg  |   |         |           |
| Mexiko                                        | – | England | 1:1 (1:1) |
| Freitag, 1. Juli 2011, 18:15 Uhr in Dresden   |   |         |           |
| Neuseeland                                    | – | England | 1:2 (1:0) |
| Dienstag, 5. Juli 2011, 18:15 Uhr in Augsburg |   |         |           |
| England                                       | – | Japan   | 2:0 (1:0) |

## Viertelfinale
Als Gruppensieger traf England im Viertelfinale am 9. Juli in Leverkusen auf Frankreich, den Gruppenzweiten der Gruppe A. Bisher gab es 12 Spiele zwischen England und Frankreich, nur die ersten beiden in den 1970er Jahren konnte England gewinnen, danach gab es fünf Niederlagen und fünf Remis, davon drei in den letzten drei Spielen. Beide trafen bisher nur in von der FIFA als Freundschaftsspiele deklarierten Spielen aufeinander.
England begann furios, schon nach 16 Sekunden hatte Kelly Smith eine erste Torchance, traf aber nicht ins Tor. In der dritten Minute hatte auch Frankreich die erste Torchance, aber der Ball ging übers Tor. Danach tat sich bis zur Mitte der ersten Halbzeit wenig. Die Französinnen kontrollierten zwar das Spiel, kamen aber nicht gefährlich vor das englische Tor. Ab der 25 Minute ergaben sich dann aber mehrere Torchancen für Frankreich, aber die Engländerinnen konnten diese abwehren. In der zweiten Halbzeit nahm der Druck der Französinnen zu, das englische Team kam kaum aus der eigenen Hälfte. Den ersten Ausflug in die französische Hälfte nutzte Jill Scott in der 59. Minute zum überraschenden 1:0 für England. Den darauf folgenden Angriffen mit einer Vielzahl von Torchancen der Französinnen hielt die englische Abwehr bis zur 88. Minute stand, war dann aber beim Torschuss von Élise Bussaglia machtlos. Danach drängten die Französinnen noch auf den Siegtreffer, aber England rettete sich in die Verlängerung. Auch in dieser erspielte sich das französische Team wieder eine Vielzahl von Tormöglichkeiten, war aber meistens zu unpräzise oder scheiterte an der englischen Torhüterin. Diese hielt auch den ersten Elfmeter im anschließenden Elfmeterschießen, während die folgenden drei Schützinnen alle Elfmeter verwandeln konnten. Als vierte englische Schützin vergab dann aber Claire Rafferty, die in der 2. Halbzeit zu ihrem ersten WM-Spiel eingewechselt worden war. Als Eugénie Le Sommer für Frankreich traf, musste Faye White treffen um in die Verlängerung des Elfmeterschießens zu kommen. White, die zuvor schon Probleme mit Wadenkrämpfen hatte, versagten die Nerven und sie traf nur die Latte. Damit scheiterte England zum dritten Mal im Viertelfinale einer WM. Frankreich erreicht dagegen zum ersten Mal das Halbfinale.
In der FIFA-Weltrangliste verbesserte sich England um vier Plätze und erreichte mit Platz 6 die bisher beste Platzierung.

## Auszeichnungen
Alex und Jill Scott wurden in das All-Star-Team gewählt.